# Манукодии
Манукодии (лат. Manucodia) — род птиц из семейства райских птиц.
Эти птицы обитают в лесах северо-восточной Австралии, на Новой Гвинее и островах, расположенных поблизости.

## Виды
В состав рода включают пять видов:
- Manucodia ater (Lesson, 1830) — Блестящая манукодия
- Manucodia jobiensis Salvadori, 1876 — Гривистая манукодия
- Manucodia chalybatus (Pennant, 1781)
- Manucodia comrii Sclater, 1876 — Кудрявая манукодия
- Manucodia alter Rothschild & Hartert, 1903